# Nicolae Bălcescu (Bacău)
Pour l’article homonyme, voir Nicolae Balcescu.
Nicolae Bălcescu est une commune du județ de Bacău en Roumanie.

## Démographie
Sa population était de 8539 habitants en 2021.